# Puraini
Puraini (nep. पुरैनी) – gaun wikas samiti w zachodniej części Nepalu w strefie Bheri w dystrykcie Banke. Według nepalskiego spisu powszechnego z 2001 roku liczył on 639 gospodarstw domowych i 3542 mieszkańców (1671 kobiet i 1871 mężczyzn).